# 多鋸鱸科
多鋸鱸科為輻鰭魚綱鱸形目的其中一個科。

## 分類
多鋸鱸科其下僅有2屬4種：

### 多鋸鱸屬(Polyprion)
- 美洲多鋸鱸 Polyprion americanus
- 長體多鋸鱸 Polyprion oxygeneios

### 堅鱗鱸屬(Stereolepis)
- 多氏堅鱗鱸 Stereolepis doederleini
- 巨堅鱗鱸 Stereolepis gigas